# Herman Sätherberg

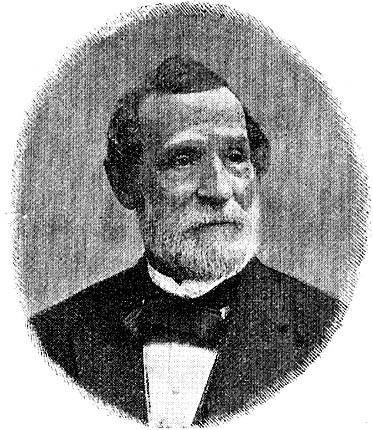
Herman Sätherberg

Karl oder Carl Herman Sätherberg (* 15. Juni oder 19. Juni 1812 in Tumba; † 9. Januar 1897 in Stockholm) war ein schwedischer Arzt und Dichter.

## Leben
Sätherberg ging in Strängnäs zur Schule und studierte dann ab 1830 an der Universität Uppsala, wo er seinen fil.kand. ablegte. Danach wechselte er an die Universität Lund, wo er 1843 sein Doktordiplom erhielt. 1844/45 war er Schiffsarzt auf der Korvette Karlskrona während einer Mittelmeerexpedition. Die Erinnerungen an diese Reise verarbeitete er auch literarisch.
Er leitete von 1847 bis 1877 oder 1879 das gymnastisch-orthopädische Institut in Stockholm, an dem auch Selma Lagerlöf behandelt wurde. Sie beschreibt das Institut und den Professor in ihrem Tagebucheintrag vom 11. Februar 1873. Sätherberg, der zahlreiche Reisen unternahm, um sich über den Stand der Orthopädie in Europa zu unterrichten, gab unter anderem die medizinischen Schriften Anmärkningar vid gymnastikens terminologi samt utkast till system för kroppställningarnes benämnand (Stockholm 1853), Om några väsentliga fei i barnauppfostran och om det uppväxande slägtets fysiska försämring (Stockholm 1856), Om gymnast.-orthopediska institutet, dess ställning och verksamhet (Stockholm 1866) und Om de tvänne olika gymnastikmetoderna, den manuela och den mekaniska (Stockholm 1872) heraus. Darüber hinaus publizierte er zahlreiche Aufsätze in medizinischen Zeitschriften.
Sätherberg schrieb die Liedtexte zu Aftonen, das von Hugo Alfvén komponiert wurde, sowie zu Hemlängtan, das Prinz Gustaf (1827–1852) vertonte. Als sein bekanntestes Gedicht gilt Aphilda; von der schwedischen Akademie ausgezeichnet wurde sein Werk Blomsterkonungen über Carl von Linné. Sätherberg schrieb ein Lustspiel mit dem Titel Bellman und ein weiteres Stück namens Naima. 1896 kamen seine Memoiren heraus.